# Callidium subtuberculatus
Callidium subtuberculatus là một loài bọ cánh cứng trong họ Cerambycidae.